# Jean-Louis Loir (prêtre)
Pour les articles homonymes, voir Jean-Louis Loir et Loir.
Jean-Baptiste Loir, en religion frère Jean-Louis (1720-1794), est un prêtre capucin, mort martyr sur les « pontons de Rochefort » (île Madame). Il est béatifié par le pape Jean-Paul II à Rome le 1er octobre 1995, avec 63 autres prêtres et religieux français.  

## Biographie

### Naissance - vie religieuse à Lyon

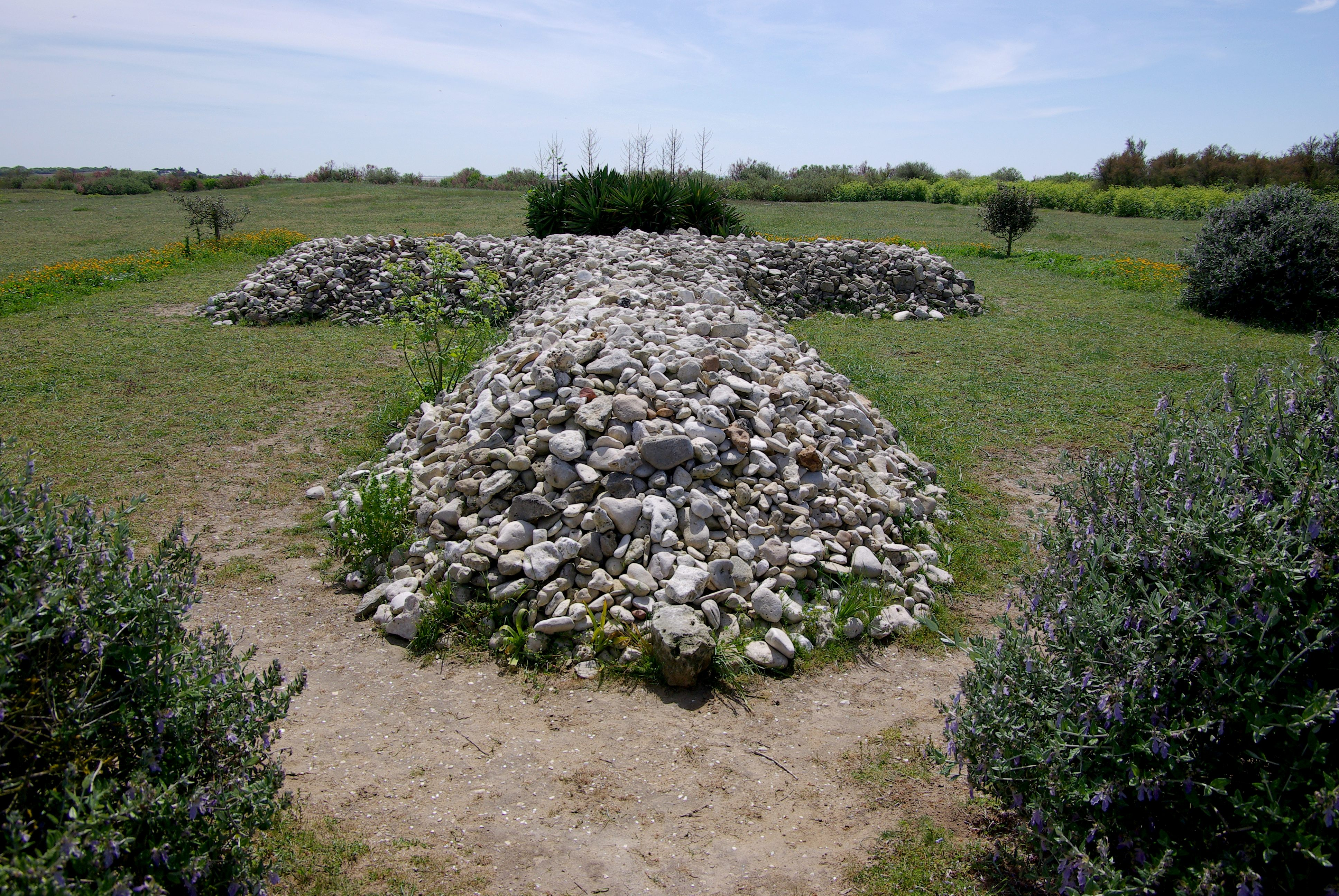
IÎe Madame - Croix des Galets.

Jean-Baptiste Loir naquit à Besançon (Doubs) le 11 mars 1720 du mariage de Jean-Louis Loir et d'Élisabeth Julliot. Il fut baptisé le même jour. Il était le sixième d'une famille qui comptera huit enfants. Leur père, Jean-Louis Loir, né à Paris, avait été nommé en 1712 à l'office de Directeur et Trésorier de la Monnaie de Bourgogne, à Besançon. En 1730, il sera promu Directeur de la Monnaie de Lyon, où il vint avec les siens habiter l'Hôtel de la Monnaie.
Jean-Baptiste, âgé de vingt ans, entra chez les Capucins de grand couvent de Lyon. Il fit sa profession religieuse le 9 mai 1741 et prit pour nom de religion les prénoms de son père.
Le Père Jean-Louis exerça à deux reprises les fonctions de « gardien » (supérieur local) à Lyon : au couvent Saint-André, de 1761 à 1764, puis au grand couvent Saint-François jusqu'en juillet 1767.

### Vers le martyre
Lors du déclenchement des persécutions anti-religieuses et de la dissolution des communautés en juin 1790, le Père Jean-Louis fit partie de ceux qui voulurent rester dans l'ordre des frères capucins. Il dut quitter Lyon en octobre 1791 et se réfugia dans sa famille dans le Bourbonnais, au château de Précord (Varennes-sur-Tèche). C'est là qu'il fut arrêté le 30 mai 1793, pour avoir refusé de prêter le serment demandé par les révolutionnaires.
Destiné à la déportation, il fut conduit de Moulins à Rochefort en charrettes en avril 1794, en compagnie de nombreux autres prêtres et religieux, et à son arrivée embarqué sur le navire Les deux Associés.
Il fit l'admiration de ses compagnons par la patience et l'abnégation avec lesquelles il supporta les tortures physiques et psychologiques auxquelles ils étaient soumis. Il mourut peu après son arrivée le 19 mai 1794.

### Béatification
Le décret sur le martyr fut signé le 2 juillet 1994.,.
Le Père Loir fut béatifié à Rome le 1er octobre 1995 par Jean-Paul II (liste des béatifications de l'année 1995, à la date du 1er octobre). Le Père Loir figure au no 28 dans la liste de la cause Jean-Baptiste Souzy et ses soixante-trois compagnons. 
Leur fête a été fixée au 18 août.

## Hommages

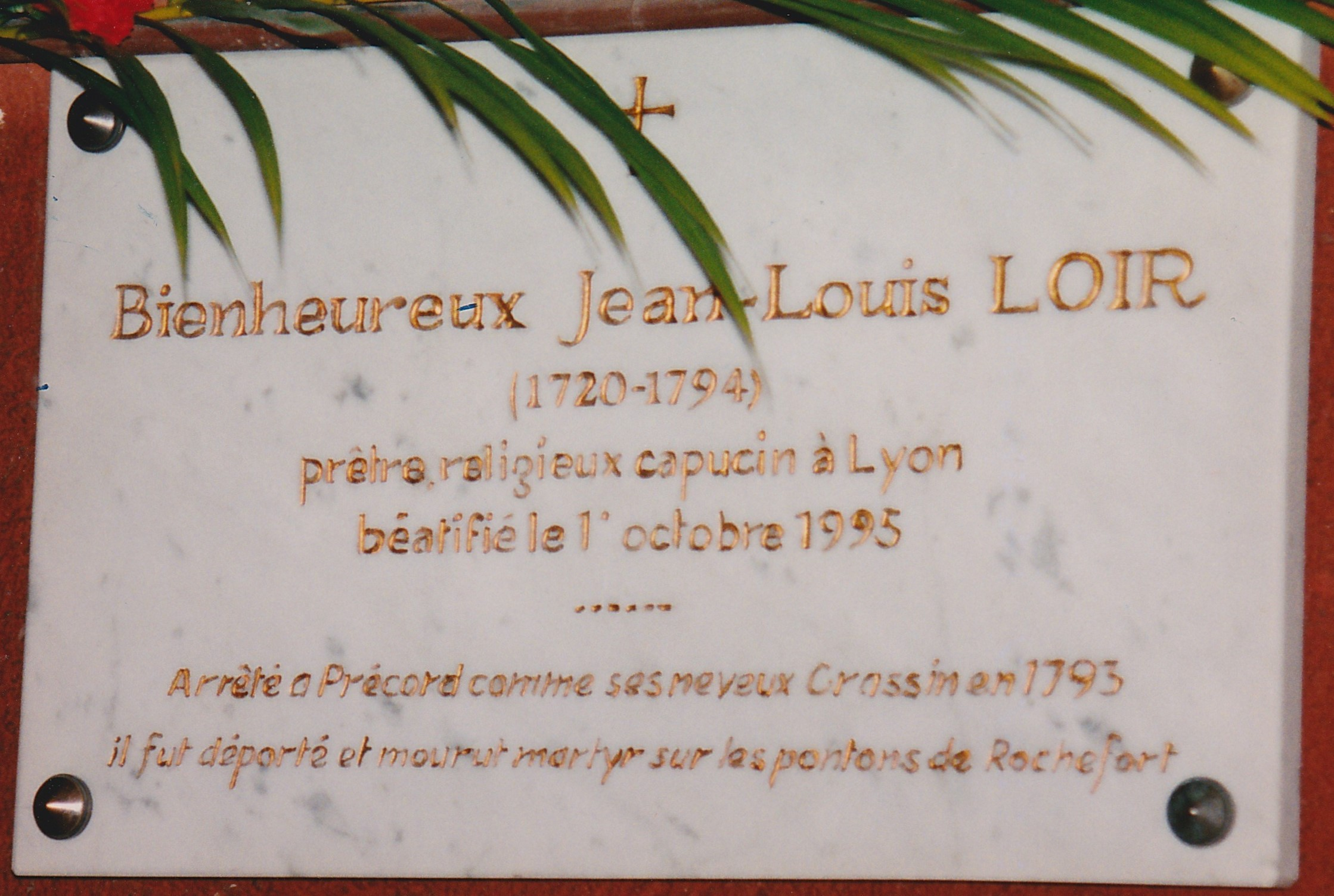
Varennes-sur-Téche.

Une plaque en souvenir du Père Loir fut posée et inaugurée le 19 octobre 1997 dans l'église de Varennes-sur-Têche (Allier).
Un pèlerinage jusqu'à la Croix de galets de l'Ile Madame est organisé chaque année fin août depuis 1910.
Un chapitre « Bx. Prêtres Martyrs de l'Ile Madame » participe au pèlerinage de Chrétienté de Paris à Chartres.